# Elsa Cayat
Elsa Cayat (ur. 9 marca 1960 w Safakis, zm. 7 stycznia 2015 w Paryżu) – francuska psychiatra, psychoanalityk i felietonistka.
W czasopiśmie Charlie Hebdo prowadziła rubrykę Charlie Divan. Zginęła w ataku terrorystycznym na siedzibę Charlie Hebdo.